# Библиотека „Свети Сава” (Земун)
Одељење Библиотека "Свети Сава" налази се у Земуну, у Улици Петра Зрињског бр. 8. Књижни фонд смештен је на простору од 650 квадратних метара и у три одељења: Одељење за рад са одраслим корисницима, Одељење за рад са децом и Научно одељење са читаоницом.
Од 1989. године земунска библиотека је у саставу Библиотеке града Београда, као једна од 13 општинских библиотека.

### Историјат
Славеносербска библиотека земунска основана је на Светог Саву, 27. јануара (14. јануара) 1825. године, а њен номинални оснивач био је трговац Мојсије М. Лазаревић. Библиотека је основана у згради новосаграђене Богородичине цркве, у којој се налазило и 15 учионица за потребе школе. Списак приложника књига бројао је 68 имена, углавном земунских грађана, који су библиотеци поклонили књиге на немачком, италијанском и латинском језику. У периоду после револуције 1848-49. прекинут је рад Славеносербске библиотеке, да би се наставио тек 1860, под називом "Грађанско читалачко удружење у Земуну". У бурним историјским временима читаоница је прекидала и настављала рад. 1921, после Првог светског рата основана је "Грађанска читаоница", која је смештена у Главној улици бр. 13. Период између два рата обележио је успешан и плодан рад, да би, после уласка Немаца, читаоница престала да ради 1941. године. После завршетка Другог светског рата, 1. октобра 1946. отворена је Градска библиотека Земун, рад са читаоцима почео је 3. октобра 1946. Од 1958. библиотека носи назив "Јован Поповић", који је задржала до 1999. године, када јој је враћено име "Светог Саве". Од исте године библиотека се налази у новим просторијама. Од 1989. године земунска библиотека је у саставу Библиотеке града Београда, као једна од 13 општинских библиотека.

### Огранци Библиотеке
Огранак "Карађорђев трг", Карађорђев трг 1а
Огранак "Горњи град", Цара Душана 123
Огранак "Нови град", Првомајска 8
Огранак "Нова Галеника", Косте Драгићевића 37
Огранак у Батајници, Мајке Југовића 11
Огранак у Земун Пољу, Душана Маџарчића 5
Огранак у Сурчину, Војвођанска 79
Огранак у Добановцима, Маршала Тита 3

### Статистички подаци
У 2014. години Одељење Библиотека "Свети Сава" уписало је око 14.500 корисника. Библиотеку је посетило око 150.000 посетилаца, а позајмљено је више од 220.000 библиотечких јединица.

### Награде и признања
1970. - Првомајска награда
Године 1972, - Награда „Милорад Панић-Суреп” поводом 175 година од оснивања
Године 1976, - Орден заслуга за народ са златним венцем
Године 1987, - Плакета Народне библиотеке Србије за допринос раду и развоју библиотекарства
Године 2010, - Повеља о пријатељству са кључем Земуна, коју додељује Општина Земун

## Галерија
- Фасада према улици Петра Зрињског
- Улаз у Библиотеку
- Украси на фасади изнад улаза
- Пријемни пулт одељења за одрасле
- Одељење за одрасле
- Фонд библиотеке
- Дечје одељење
- Читаоница дечјег одељења
- Фонд дечјег одељења
- Читаоница и простор за програме